# Barbara Sammler
Barbara Sammler (* 27. November 1941 in Chemnitz) ist eine deutsche Keramikerin.

## Leben und Werk
Barbara Sammler studierte von 1961 bei Erika Gravenstein und Lothar Zitzmann im Fachbereich Keramik der Hochschule für industrielle Formgestaltung Halle – Burg Giebichenstein und erwarb das Diplom als Formgestalterin. Ab 1973 arbeitete sie in Dresden als freischaffende Keramikkünstlerin. Sie hatte ihre Werkstatt in Rähnitz. Ab 1979 hatte sie ihr Feriendomizil in dem Weiler Nistelitz auf Rügen. Dort setzte sie sich für den Erhalt des Dorfes ein und hat sie heute ihre Werkstatt. 1978 nahm sie am II. Internationalen Keramiksymposium in Römhild teil.
Barbara Sammler war bis 1990 Mitglied des Verbands Bildender Künstler der DDR. Ihre Arbeiten wurden in der DDR und im Ausland, u. a. in Leningrad, Moskau, Sofia, Tallin und Vallauris ausgestellt.
Keramische Arbeiten Barbara Sammlers befinden sich u. a. im Kunstgewerbemuseum Dresden.

## Ausstellungen (unvollständig)

### Einzelausstellungen
- 1979: Gera, Galerie am Markt
- 1982: Dresden, Neue Dresdener Galerie

### Teilnahme an zentralen und wichtigen regionalen Ausstellungen in der DDR
- 1972 bis 1983: Dresden, VII. bis IX. Kunstausstellung der DDR
- 1972, 1979 und 1985: Dresden, Bezirkskunstausstellungen
- 1981: Dresden („Junge Dresdner Kunst“)